# Josephine Johnson
Josephine Winslow Johnson (20 de juny de 1910 – 27 de febrer de 1990) va ser una novel·lista, poeta i assagista estatunidenca.
Va guanyar el Premi Pulitzer per Ficció l'any 1935 als 24 anys per la seva primera novel·la, Ara al novembre. Poc temps després, va publicar Hort d'hivern, una col·lecció d'històries breus que havien aparegut prèviament a Atlantic Monthly, Vanity Fair, The St. Louis Review, i Hound & Horn. D'aquestes històries, "Fosc", va guanyar un O. Henry Award l'any 1934, i "John el Sisè" va guanyar el tercer lloc en els premis O. Henry Award a l'any següent. Johnson va continuar escrivint històries breus i va guanyar tres premis O. Henry més: per "Alexander al Parc" (1942), "El Colom de Cristall" (1943), i "Vol Nocturn" (1944).

## Biografia
Johnson va néixer el 20 de juny de 1910, a Kirkwood, Missouri. Va assistir a la Washington University in St. Louis de 1926 a 1931, però no es va graduar. Va escriure la seva primera novel·la, Ara al novembre, mentre vivia en l'àtic de la seva mare a Webster Groves, Missouri. Va romandre en la seva granja a Webster Groves i va completar Hort d'Hivern l'any 1935. Va publicar quatre llibres més abans de casar-se amb Grant G, Cannon, redactor cap del Farm Quarterly, l'any 1942. La parella es va mudar a Iowa City, on ella va ensenyar a la University of Iowa els següents tres anys. Es van mudar a Hamilton County, Ohio el 1947, on ella va publicar Fusta Salvatge.
Johnson va tenir tres fills: Terence, Ann, i Carol. Els Cannon van continuar mudant-se més enllà de l'avanç de l'expansió urbana de Cincinnati, instal·lant-se finalment a la superfície boscosa de Clermont County, Ohio, que és la localització de l'Illa Interior. El 1955, la Washington University la va premiar com a Doctor Honoris causa en el grau de Lletres de la Humanitat. Va publicar quatre llibres més abans de la seva mort per pneumònia el 27 de febrer de 1990 a Batavia, Ohio, als 79 anys.

## Obres
- Ara al novembre (novel·la, 1934), per la qual va guanyar el Premi Pulitzer
- Hort d'Hivern i Altres Històries (històries breus, 1936)
- Jordanstown (novel·la, 1937)
- Cap d'any (poesia, 1939)
- Paulina Pot (llibre infantil, 1939)
- Fusta Salvatge (novel·la, 1947)
- El Viatger Fosc (novel·la, 1963)
- The Sorcerer's Són and Other Stories (històries breus, 1965)
- L'Illa Interior (assajos, 1969), amb il·lustracions de Mel Klapholz (republicat el 1996 amb il·lustracions de Annie Cannon, filla de l'autora)
- Set Cases: Una Memòria de Temps i Lloc (memòria, 1973)
- El Cercle de les Estacions amb Dennis Stock (1974)